# Kokoona coriacea
Kokoona coriacea är en benvedsväxtart som beskrevs av King. Kokoona coriacea ingår i släktet Kokoona och familjen Celastraceae. Inga underarter finns listade.